# Киркор Киркоров
Киркор Михайлов Киркоров (болг. Киркор Киркоров; вроджений Кіркор Кіркорян; 4 березня 1968, Варна) — болгарський боксер вірменського походження, чемпіон світу та Європи серед аматорів.

## Аматорська кар'єра
1986 року на молодіжному чемпіонаті Європи Киркор Киркоров завоював срібну медаль в категорії до 54 кг.
На Літніх Олімпійських іграх 1988 переміг Дієго Драмма (НДР) — 5-0, пройшов без бою Джеммі Пагендама (Канада), а в 1/8 фіналу програв Лі Дже Хьок (Південна Корея) — 0-5.
На чемпіонаті Європи 1989 став чемпіоном.
- В 1/8 фіналу переміг Джамеля Ліфу (Франція) — 5-0
- У чвертьфіналі переміг Петера Якобссона (Швеція) — 5-0
- У півфіналі переміг Сандро Касамоніка (Італія) — 5-0
- У фіналі переміг Марко Рудольф (НДР) — 5-0

На чемпіонаті світу 1989 зайняв друге місце.
- В 1/16 фіналу переміг Фейзуллаха Айдаса (Туреччина) — 5-0
- В 1/8 фіналу переміг Фелікса Лосада Гарсія (Іспанія) — 27-4
- У чвертьфіналі переміг Абдель Хак Ашик (Марокко) — 18-12
- У півфіналі переміг Джеймі Ніколсона (Австралія) — 17-4
- У фіналі програв Айрату Хаматову (СРСР) — RSC 3

На чемпіонаті Європи 1991 переміг Гейко Гінца (Німеччина) і програв у чвертьфіналі Джамелю Ліфа — 20-24.
На чемпіонаті світу 1991 став чемпіоном.
- В 1/16 фіналу переміг Золтана Калочаї (Угорщина) — 23-4
- В 1/8 фіналу переміг Джамеля Ліфу — 26-9
- У чвертьфіналі переміг Пола Гріффіна (Ірландія) — 11-6
- У півфіналі переміг Хосіна Солтані (Алжир) — 13-11
- У фіналі переміг Пак Док Гю (Південна Корея) — (+)14-14

На Літніх Олімпійських іграх 1992 програв в першому бою Андреасу Тевсу (Німеччина) — 5-9.
У вересні 1992 року Киркор Киркоров взяв участь у чемпіонаті світу серед військовослужбовців, на якому зайняв друге місце.

## Професіональна кар'єра
1993 року Киркор Киркоров дебютував на професійному рингу. Протягом 1993—1998 років, боксуючи у Франції та Болгарії, здобув 20 перемог.
18 червня 1999 року вийшов на бій проти непереможного чемпіона Європи за версією EBU в другій напівлегкій вазі датчанина Денніса Педерсена і зазнав поразки за очками.
25 березня 2000 року програв технічним рішенням у четвертому раунді бій за титул інтернаціонального чемпіона за версією WBC своєму спввітчизнику Тончо Тончеву.
В бою за титул чемпіона світу за версією WBU 14 вересня 2002 року Киркоров програв нокаутом у сьомому раунді непереможному британцю Кевіну Ліе, після чого в кар'єрі у нього пішли майже суцільні поразки.